# Хрватска странка права Босне и Херцеговине
Хрватска странка права Босне и Херцеговине (до 2010. Хрватска странка права Босне и Херцеговине Ђапић — др Јуришић) политичка је партија у Босни и Херцеговини.
Партија је основана 2004. године и постојала је под именом Хрватска странска права БиХ Ђапић — др Јуришић, упоредо са Хрватском странком права Босне и Херцеговине, све док се она није угасила 2010. године, када је ХСП БиХ Ђапић — др Јуришић узурпирао име странке.
Након општих избора у Босни и Херцеговини 2010. године, ХСП БиХ је ушао на власт на нивоу Федерације БиХ, због чега је постао непопуларан међу Хрватима који су масовно исказали подршку Хрватској демократској заједници Босне и Херцеговине и Хрватској демократској заједници 1990, које су прегласале бошњачке политичке партије када су успоставиле Владу.
Усред политичке кризе дошло је до неслагања унутар ХСП-а БиХ, што је довело до масовног напуштања странке на свим нивоима власти, укључујући и министре који су били у саставу федералне владе.
Данас је ХСП БиХ релативно минорна политичка партија за коју је карактеристичан политички екстремизам.